# Проксен (военачальник)
Проксен — фиванский военачальник IV века до н. э.

## Биография
В 339 году до н. э. македонский царь Филипп II, недавно вернувшийся из скифского похода, вступил на территорию центральной Греции, чтобы по просьбе некоторых полисов наказать как святотатцев жителей Амфиссы. Однако Филипп вместо этого захватил несколько небольших городов, откуда мог легко угрожать основным эллинским государствам. Благодаря энергичным усилиям Демосфена против Македонии образовалась коалиция.
В Фокиду было направлено афино-фиванское ополчение, одержавшее победы в так называемом «зимнем сражении» и столкновении у реки Кефиса, что воодушевило греков и подняло на ещё большую высоту авторитет Демосфена. Также в Амфиссу было снаряжено десятитысячное наёмное войско под началом Проксена и афинянина Хареса. Наёмники расположились в двух дневных переходах от основной армии союзников. Нападения македонян, стоявших в Элатее, у границы с Беотией, после двух побед греков они не опасались, поэтому Проксен и Харес даже не преградили проходы, ведущие из долины верхнего Кефиса в Локрийскую равнину. Такому решению способствовала и военная хитрость Филиппа, направившего Антипатру в Македонию письмо, что он решил вернуться во Фракию, где якобы вспыхнуло восстание. Гонец был перехвачен, и сообщение прочтено. Однако весной 338 года до н. э. Филипп без каких-либо помех с частью армии покинул место своей зимовки и напал на наёмников. Благодаря эффекту полной неожиданности и численному превосходству македонян Проксен и Харес были совершенно разбиты, а Амфисса захвачена Филиппом.